# Mellish Reef

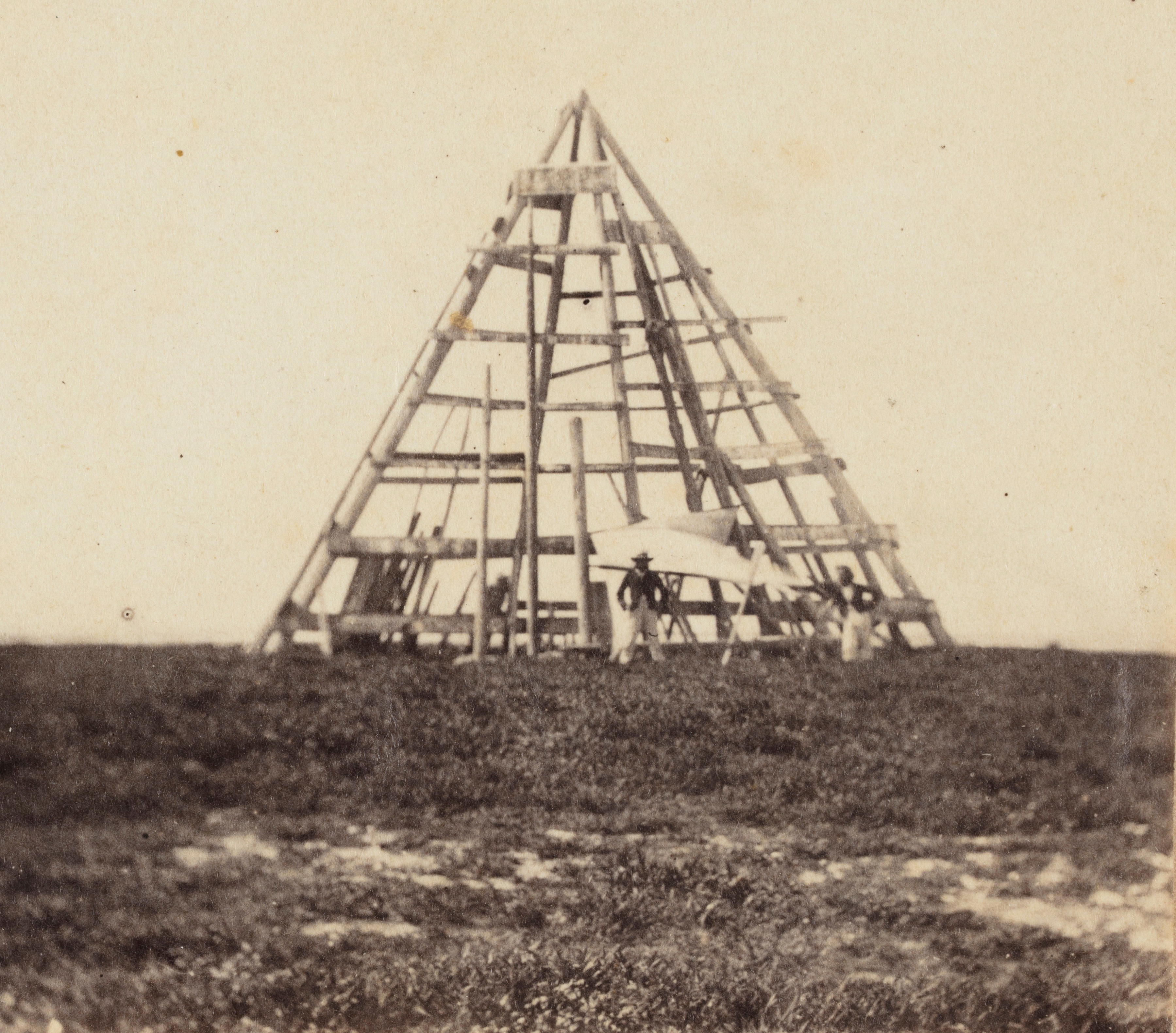
Auf Heralds-Beacon Islet errichtetes Leuchtfeuer (1859)

Mellish Reef ist ein Riff im Korallenmeer östlich von Australien. Mit 770 Kilometer Entfernung zum Festland ist es bei Weitem das abgelegenste der australischen Korallenmeer-Riffe. Die nordwestliche Gruppe der Riffe beginnt mit dem Lihou Reef 400 km westlich von Mellish Reef. Das nächstgelegene Land sind die zu Neukaledonien gehörenden Chesterfieldinseln 346 km südöstlich, die ebenfalls im Korallenmeer liegen. Die nächstgelegene Siedlung ist die meteorologische Station auf Willis Island, der einzigen bewohnten Korallenmeerinsel, 640 km westnordwestlich.

## Geografie
Das Riff ist etwa elf Kilometer lang und einen bis drei Kilometer breit, dabei beschreibt es die Form eines in Nord-Süd-Richtung liegenden Bumerangs mit leicht verlängerter nördlicher Seite. Es umschließt eine schmale, 1,8 bis 15 Meter tiefe Lagune mit einer Öffnung an der inneren, westlichen Beugung des Bumerangs. An der Ostseite bricht das Meer stark. Das Riff ist bei Hochwasser beinahe vollkommen überspült, nur im Zentrum der Lagune direkt nördlich der Öffnung befindet sich eine 700 m mal 200 m (früher wohl deutlich kleiner) große Sandinsel namens Heralds-Beacon Islet (auch Herald Beacon Islet, Herald’s Beacon Islet und andere Schreibweisen, früher Mellish Cay), die sich 1,5 bis zwei Meter über das Meer erhebt. Sie besteht aus Sand, Kies (Bimsstein) und Korallenbruch, die eine 30 cm tiefe Schicht über einer Korallenbasis bilden. Im Norden des Eilands befindet sich ein schmaler Sandstreifen, der in die Lagune ragt. Das Inselchen stellt das abgelegenste Land im Korallenmeer dar. Bei Niedrigwasser entsteht im Norden des Riffs, 4,3 Kilometer nordnordwestlich von Heralds-Beacon Islet, eine North Cay genannte Sandbank, die etwa 60 Zentimeter über das Wasser ragt.
Es gibt niedrige Vegetation und auf der Insel nisten viele Seevögel, insbesondere Weißbauchtölpel. Außerdem gibt es nachtaktive Einsiedlerkrebse, Fliegen, Läuse und zwei Arten von Zecken, denen die Vögel als Wirte dienen. Bei einer Expedition 2016 wurden neben Weißbauchtölpeln auch Noddis, Maskentölpel und Eilseeschwalben beobachtet, während die 1961 gefundenen Zwergbrachvögel und Rotfußtölpel nicht mehr gesichtet wurden. G. B. Beale brachte 1859 auch Weißkappennoddis von Mellish Reef mit. 2013 wurden Rußseeschwalben in großer Zahl angetroffen und die gesamte Vogelpopulation auf 15.000 geschätzt.

## Geschichte
Entdeckt wurde Mellish Reef am 5. April 1812 vom britischen Kapitän Alexander Bristow an Bord des ursprünglich spanischen Walfängers Thames. Er benannte das Riff nach dem Besitzer des Schiffes und Auftraggeber der Walfangfahrt, William Mellish. Das französische Aviso (Dampfschiff/Fregatte) Duroc strandete am 16. August 1856 vier Tage nach Aufbruch von Neukaledonien im Norden des unkartierten Riffs und brach auseinander, wobei die 75 Besatzungsmitglieder sich auf die Insel retteten. 33 Mann konnten in drei offenen Booten davonsegeln, um Hilfe zu holen, und erreichten nach fünf Tagen Cape Tribulation. Die restliche Crew inklusive Kapitän de Levaissière baute auf dem Eiland aus dem Wrack ein Boot und konnte sich schließlich nach fünfzig Tagen und großen Entbehrungen ebenfalls selbst retten, indem sie binnen 28 Tagen nach Timor segelten. Teile des Wracks wurden 1890 sowie 1977 entdeckt.
Im August 1859 errichtete die Besatzung der HMS Herald unter Kapitän Denham aus Wrackteilen der Duroc das erste Signalfeuer auf der Sandinsel, die daher Heralds-Beacon Islet genannt wurde. Im Dezember 1890 erkundete das Walfangschiff Menchikoff das Riff und fand auf der Insel zwei von Schiffbrüchigen errichtete Häuser vor, die dort vermutlich bereits mindestens zehn Jahre standen. Kapitän C. E. Young vermutete, dass diese von der Besatzung des Handelsschiffs stammten, das unter Kapitän Ernest Bloom zehn Jahre zuvor auf dem Weg von Sydney verschwunden war. Nach vergeblichem Warten auf Rettung seien sie in einem selbstgebauten Boot geflohen und umgekommen. Young fand auch das Wrack der Durac sowie zwei weitere, unbekannte Wracks.
Am 8. März 1923 lief das Dampfschiff Mandini mit 95 Passagieren im Riff auf Grund und sank. Die Bordsmitglieder fuhren mit Rettungsbooten nach Heralds-Beacon Islet und konnten am nächsten Morgen vom Dampfschiff Nauru Chief gerettet werden. Das japanische Fischereischiff Kiaho Maru kenterte am 20. Mai 1962 im Mellish Reef, die 28-köpfige Besatzung wurde vom norwegischen Frachter Holthill aufgenommen. Auch ein taiwanesisches Fischerboot kenterte im Riff.
1982 wurde beim Zyklon „Bernie“ das Aussehen der Insel stark verändert, die Vegetation wurde zerstört und viele Vögel getötet. Das Ökosystem konnte sich jedoch erholen. Im November 2017 funkte für zwei Wochen eine neunköpfige Amateurfunkexpedition von Heralds-Beacon Islet, bei der die Insel gesäubert und das Ökosystem eingeschätzt wurden. Bereits mindestens 2014, 2002, 1982 und 1972 hatte es Expeditionen gegeben.